# 90 Day Fiancé
90 Day Fiancé (traduzido para 90 dias para casar no Brasil) é uma série de reality de televisão americana no TLC que segue casais que se candidataram para ou receberam um visto K-1, disponível unicamente para noivos estrangeiros de cidadãos americanos, e portanto têm 90 dias para se casarem. A série foi lançada a 12 de janeiro de 2014 e dura à 9 temporadas.
A série tem mais de vinte spin-offs, incluindo 90 Day Fiancé: Happily Ever After, que segue os casais passados de 90 Day Fiancé depois do seu casamento; 90 Day Fiancé: Before the 90 Days, que segue casais que se conheceram online mas ainda não começaram o processo do visto K-1; e 90 Day Fiancé: The Other Way, a série onde o companheiro americano se muda para o país natal do seu companheiro em vez de vice versa. A série original e os seus spin-offs são coletivamente chamados pela empresa-mãe da TLC, Warner Bros. Discovery, entre outros, como "Universo 90 Day Fiancé", ou simplesmente como "Universo 90 Day".

## Premissa
O programa é baseado no processo do visto K-1. Este visto permite ao noivo de um país estrangeiro viajar para os Estados Unidos para viver com o seu potencial noivo americano. O propósito do visto K-1 é dar tempo para que o casal possa planear e realizar a cerimónia de casamento. Cada casal necessita de assinar documentos declarando a sua intenção de casar como parte do processo do visto. Se o casal não se casar dentro de 90 dias, o beneficiário tem que sair do país (e o cidadão americano pode ter que viajar para o país natal do beneficiário). O casal pode enfrentar barreiras linguísticas, choque cultural, o estigma de serem vistos como "noiva por correspondência", e ceticismo por parte de amigos e família.

## Elenco

### Temporada 1
| Casal          | Indivíduos                                         | História | Desfecho | Ref.                 |
| -------------- | -------------------------------------------------- | --- | --- | -------------------- |
| Russ & Paola   | Russ Mayfield, 27 Owasso, Oklahoma                 | Russ era um engenheiro mas demitiu-se para se casar. Paola mudou-se para Miami à procura de mais oportunidades para ser modelo e para se tornar numa personal trainer para a maior comunidade Latina. Russ inicialmente permaneceu em Oklahoma City mas eventualmente juntou-se a ela em Miami, onde começou a preocupar-se com a roupa ousada de modelo de Paola. Paola avançou para a segunda ronda de Melhor da Maxim em 2017 mas foi eliminada. | Ele têm um filho, nascido em 2019. Desde abril de 2021, Paola tem nacionalidade dupla. | [ 9 ]                |
| Russ & Paola   | Paola, 27 Bucaramanga, Santander, Colômbia         | Russ era um engenheiro mas demitiu-se para se casar. Paola mudou-se para Miami à procura de mais oportunidades para ser modelo e para se tornar numa personal trainer para a maior comunidade Latina. Russ inicialmente permaneceu em Oklahoma City mas eventualmente juntou-se a ela em Miami, onde começou a preocupar-se com a roupa ousada de modelo de Paola. Paola avançou para a segunda ronda de Melhor da Maxim em 2017 mas foi eliminada. | Ele têm um filho, nascido em 2019. Desde abril de 2021, Paola tem nacionalidade dupla. | [ 9 ]                |
| Alan & Kirlyam | Alan Cox, 29 Los Angeles, Califórnia               | Alan e Kirlyam conheceram-se enquanto Alan estava numa viagem missionária na cidade natal de Kirlyam; ela voltou com ele para os Estados Unidos para casar. Kirlyam tentou ser modelo mas Alan teve algumas preocupações pois moda ia contra os seus valores Mórmom. Eles casaram-se num templo Mórmom enquanto que a família de Kirlyam, incapaz de estar presente, via através de livestream. Eles foram ao Havaí na sua lua de mel.              | Apesar de estarem separados brevemente durante a Pandemia de COVID-19, durante a qual Kirlyam ficou bloqueada no Brasil enquanto visitava família, o casal continua casado. Eles têm dois filhos. | [ 10 ] [ 11 ] [ 11 ] |
| Alan & Kirlyam | Kirlyam, 21 Goiânia, Goiás, Brasil                 | Alan e Kirlyam conheceram-se enquanto Alan estava numa viagem missionária na cidade natal de Kirlyam; ela voltou com ele para os Estados Unidos para casar. Kirlyam tentou ser modelo mas Alan teve algumas preocupações pois moda ia contra os seus valores Mórmom. Eles casaram-se num templo Mórmom enquanto que a família de Kirlyam, incapaz de estar presente, via através de livestream. Eles foram ao Havaí na sua lua de mel.              | Apesar de estarem separados brevemente durante a Pandemia de COVID-19, durante a qual Kirlyam ficou bloqueada no Brasil enquanto visitava família, o casal continua casado. Eles têm dois filhos. | [ 10 ] [ 11 ] [ 11 ] |
| Louis & Aya    | Louis Roy Gattone, Jr., 33 Indianápolis, Indiana   | Louis e Aya conheceram-se através de um serviço de namoro online. Aya queria que Louis se mudasse para as Filipinas mas eles decidiram que ela se ia mudar para os Estados Unidos pois ele tinha tinha dois filhos. Casaram-se numa igreja católica. | O casal teve dois filhos, nascidos em 2018 e 2020 respetivamente. |                      |
| Louis & Aya    | Aya, 30 Ormoc, Leyte,Filipinas                     | Louis e Aya conheceram-se através de um serviço de namoro online. Aya queria que Louis se mudasse para as Filipinas mas eles decidiram que ela se ia mudar para os Estados Unidos pois ele tinha tinha dois filhos. Casaram-se numa igreja católica. | O casal teve dois filhos, nascidos em 2018 e 2020 respetivamente. |                      |
| Mike & Aziza   | Mike Eloshway, 31 Cleveland, Ohio                  | Mike e Aziza conheceram-se num site de aquisição da linguagem e Aziza mudou-se para os Estados Unidos em 2013 para viver com Mike. A família de Aziza não pode ir ao casamento mas mais tarde eles viajaram para a Rússia para os ver. | Eles ainda estão casados em 2022 e têm uma filha, nascida em 2019. Em junho de 2023, Mike foi indiciado sob acusações de pornografia infantil.                                                    | [ 12 ] [ 13 ]        |
| Mike & Aziza   | Aziza, 21 Volgogrado, Oblast de Volgogrado, Rússia | Mike e Aziza conheceram-se num site de aquisição da linguagem e Aziza mudou-se para os Estados Unidos em 2013 para viver com Mike. A família de Aziza não pode ir ao casamento mas mais tarde eles viajaram para a Rússia para os ver. | Eles ainda estão casados em 2022 e têm uma filha, nascida em 2019. Em junho de 2023, Mike foi indiciado sob acusações de pornografia infantil.                                                    | [ 12 ] [ 13 ]        |

### Temporada 2
| Casal              | Indivíduos                                           | História | Desfecho | Ref.                 |
| ------------------ | ---------------------------------------------------- | --- | --- | -------------------- |
| Chelsea & Yamir    | Chelsea Macek, 25 Galesburg, Illinois                | Chelsea e Yamir conheceram-se enquanto ela fazia voluntariado em Nicarágua. Apesar de fazer parte de uma banda em Nicarágua, ele mudou-se para os Estados Unidos com Chelsea e os pais dela, que apoiavam a sua relação. Yamir encontrou-se com produtores em Chicago e eles encorajaram-no a mudar-se para a cidade para melhores oportunidades. Chelsea hesitou pois nenhum deles tinha emprego e viviam com os pais dela de graça. Yamir eventualmente pôde voltar à música e Chelsea fez de interesse amoroso no videoclipe para a sua canção "Party Love". Chelsea tornou-se professora primária. | O casal divorciou-se em 2017. Em 2020, Yamir vivia em Chicago e trabalhava na sua música. | [ 14 ]               |
| Chelsea & Yamir    | Yamir Castillo, 28 Manágua, Manágua, Nicarágua       | Chelsea e Yamir conheceram-se enquanto ela fazia voluntariado em Nicarágua. Apesar de fazer parte de uma banda em Nicarágua, ele mudou-se para os Estados Unidos com Chelsea e os pais dela, que apoiavam a sua relação. Yamir encontrou-se com produtores em Chicago e eles encorajaram-no a mudar-se para a cidade para melhores oportunidades. Chelsea hesitou pois nenhum deles tinha emprego e viviam com os pais dela de graça. Yamir eventualmente pôde voltar à música e Chelsea fez de interesse amoroso no videoclipe para a sua canção "Party Love". Chelsea tornou-se professora primária. | O casal divorciou-se em 2017. Em 2020, Yamir vivia em Chicago e trabalhava na sua música. | [ 14 ]               |
| Danielle & Mohamed | Danielle Mullins, 41 Norwalk, Ohio                   | Danielle e Mohamed conheceram-se numa sala de chat online e Mohamed mudou-se para Ohio depois de se terem tornado noivos. Danielle tinha três filhas adolescentes e um filho adulto de uma relação passada. Mais tarde, ela descobriu que Mohamed não tinha um emprego como tinha afirmado, e ele descobriu que ela tinha andado a passar cheques carecas e a usar o cartão de crédito de outra pessoa fraudulentamente. | Pouco depois do casamento, Mohamed foi para a Flórida para viver com uma amiga. Depois de Danielle ver fotos íntimas deles online, ela pediu uma anulação, que faria com que Mohamed fosse deportado se a anulação fosse aceite. O juíz declarou que seria muito difícil Danielle ganhar e o seu advogado aconselhou-a a retirar a anulação. Em 2017, Mohamed mudou-se para o Texas enquanto Danielle continuava a tentar a deportação dele. Em 2021, Screen Rant escreveu que os dois falavam por chamada duas vezes por semana. Danielle apareceu na série spin-off 90 Day: The Single Life. | [ 15 ] [ 16 ]        |
| Danielle & Mohamed | Mohamed Jbali, 26 Tunes, Túnis, Tunísia              | Danielle e Mohamed conheceram-se numa sala de chat online e Mohamed mudou-se para Ohio depois de se terem tornado noivos. Danielle tinha três filhas adolescentes e um filho adulto de uma relação passada. Mais tarde, ela descobriu que Mohamed não tinha um emprego como tinha afirmado, e ele descobriu que ela tinha andado a passar cheques carecas e a usar o cartão de crédito de outra pessoa fraudulentamente. | Pouco depois do casamento, Mohamed foi para a Flórida para viver com uma amiga. Depois de Danielle ver fotos íntimas deles online, ela pediu uma anulação, que faria com que Mohamed fosse deportado se a anulação fosse aceite. O juíz declarou que seria muito difícil Danielle ganhar e o seu advogado aconselhou-a a retirar a anulação. Em 2017, Mohamed mudou-se para o Texas enquanto Danielle continuava a tentar a deportação dele. Em 2021, Screen Rant escreveu que os dois falavam por chamada duas vezes por semana. Danielle apareceu na série spin-off 90 Day: The Single Life. | [ 15 ] [ 16 ]        |
| Justin & Evelin    | Justin Halas, 34 San José, Califórnia                | Justin, um professor de educação física, e Evelin, uma instrutora de dança, conheceram-se nos Jogos Mundiais de 2013 na Colômbia num jogo de râguebi. Eles passaram a semana seguinte juntos e apaixonaram-se mas após a sua primeira noite juntos, Justin disse-lhe para aspirar enquanto ele via futebol americano. Justin não falou de Evelin à sua família até eles estarem noivos, o que preocupou alguns dos seus familiares. Apesar disto, Evelin tornou-se próxima da família de Justin, especialmente da sua mãe.                                                                             | Evelin mudou a grafia do seu nome para Evelyn. Eles tiveram um filho em 2020. | [ 17 ]               |
| Justin & Evelin    | Evelin, 29 Cáli,Valle del Cauca, Colômbia            | Justin, um professor de educação física, e Evelin, uma instrutora de dança, conheceram-se nos Jogos Mundiais de 2013 na Colômbia num jogo de râguebi. Eles passaram a semana seguinte juntos e apaixonaram-se mas após a sua primeira noite juntos, Justin disse-lhe para aspirar enquanto ele via futebol americano. Justin não falou de Evelin à sua família até eles estarem noivos, o que preocupou alguns dos seus familiares. Apesar disto, Evelin tornou-se próxima da família de Justin, especialmente da sua mãe.                                                                             | Evelin mudou a grafia do seu nome para Evelyn. Eles tiveram um filho em 2020. | [ 17 ]               |
| Brett & Daya       | Brett Otto, 31 Snohomish, Washington                 | Brett e Daya conheceram-se num serviço de namoro internacional online. Depois de Daya se mudar para os Estados Unidos, os dois viveram num apartamento com as duas colegas de quarto de Brett mas eventualmente arranjaram a sua própria casa. Ele tem uma filha de um casamento anterior. Eles casaram a 14 de fevereiro de 2015. A mãe de Brett escolheu não comparecer. | O casal teve uma filha, nascida em 2018. |                      |
| Brett & Daya       | Daya De Arce, 29 San Carlos, Pangasinan, Filipinas   | Brett e Daya conheceram-se num serviço de namoro internacional online. Depois de Daya se mudar para os Estados Unidos, os dois viveram num apartamento com as duas colegas de quarto de Brett mas eventualmente arranjaram a sua própria casa. Ele tem uma filha de um casamento anterior. Eles casaram a 14 de fevereiro de 2015. A mãe de Brett escolheu não comparecer. | O casal teve uma filha, nascida em 2018. |                      |
| Jason & Cássia     | Jason Hitch, 38 Spring Hill, Flórida                 | Jason, um veterano do Exército, conheceu Cássia no Facebook enquanto Cássia estava numa relação online com o seu amigo. Mais tarde eles começaram a namorar e Cássia mudou-se para os Estados Unidos para viver com Jason e o seu pai. Ele viviam frugalmente; ele revendia produtos em segunda-mão online e começou um negócio de encomenda de snacks chamado Gifting Fun, o que a surpreendeu. | O casal separou-se em 2017 e divorciou-se em 2018 após Jason ser acusado de violência doméstica. Cássia voltou a casar em 2021. Jason morreu de COVID-19 em 2021 aos 45 anos. | [ 18 ] [ 19 ] [ 20 ] |
| Jason & Cássia     | Cássia Tavares, 23 Curitiba, Paraná, Brasil          | Jason, um veterano do Exército, conheceu Cássia no Facebook enquanto Cássia estava numa relação online com o seu amigo. Mais tarde eles começaram a namorar e Cássia mudou-se para os Estados Unidos para viver com Jason e o seu pai. Ele viviam frugalmente; ele revendia produtos em segunda-mão online e começou um negócio de encomenda de snacks chamado Gifting Fun, o que a surpreendeu. | O casal separou-se em 2017 e divorciou-se em 2018 após Jason ser acusado de violência doméstica. Cássia voltou a casar em 2021. Jason morreu de COVID-19 em 2021 aos 45 anos. | [ 18 ] [ 19 ] [ 20 ] |
| Danny & Amy        | Danny Frishmuth, 23 Norristown, Pensilvânia          | Danny e Amy conheceram-se na Austrália enquanto ambos estavam numa viagem de missionários. Depois de se tornarem noivos, Amy mudou-se para os Estados Unidos, onde ela viveu com o irmão de Danny respeitando os desejos de Danny de esperar até ao casamento para ter sexo. O pai de Danny inicialmente opôs-se ao casamento (pois Amy não é branca), mas eventualmente aceitou-a. O casal casou em 2014. | Depois de se casarem, ele mudaram-se para o Texas. Eles têm um filho e duas filhas. | [ 21 ]               |
| Danny & Amy        | Amy, 21 Cidade do Cabo, Cabo Ocidental,África do Sul | Danny e Amy conheceram-se na Austrália enquanto ambos estavam numa viagem de missionários. Depois de se tornarem noivos, Amy mudou-se para os Estados Unidos, onde ela viveu com o irmão de Danny respeitando os desejos de Danny de esperar até ao casamento para ter sexo. O pai de Danny inicialmente opôs-se ao casamento (pois Amy não é branca), mas eventualmente aceitou-a. O casal casou em 2014. | Depois de se casarem, ele mudaram-se para o Texas. Eles têm um filho e duas filhas. | [ 21 ]               |

### Temporada 3
| Casal               | Indivíduos                                                                         | História | Desfecho | Ref.   |
| ------------------- | ---------------------------------------------------------------------------------- | --- | --- | ------ |
| Mark & Nikki        | Mark, 57 Baltimore, Maryland                                                       | Mark e Nikki conheceram-se por um serviço de namoro online, e Mark pediu Nikki em casamento pouco depois. Nikki é de Danao, Cebu, na mesma ilha que a ex-mulher de Mark, com quem ele teve quatro filhos, todos mais velhos que Nikki. Elise, filha de Mark, que é um ano mais velha que Nikki, sentia-se desconfortável com a relação. Antes de se candidatar ao visto, Mark insistiu com que Nikki assinasse um acordo pré-nupcial e a empresa produtora fez-los realizar cenas roteirizadas várias vezes durante a produção até ao dia do casamento. O casal processou a TLC por promessas escritas quebradas que eles alegavam não ter conflito com o contrato apresentado depois, incluindo que o "programa é um documentário, não roteirizado, não encenado, filmado enquanto acontece" filmado em "tempo real" e "tu não és forçado a fazer ou dizer nada". Mark e Nikki queixaram-se de serem vitimizados pois o programa não refletia precisamente a realidade, de formas tanto implícitas (participantes a serem colocados em situações artificiais) e enganosas (edição ilusória, participantes a serem treinados em comportamento, enredos gerados com antecedência, cenas a serem encenadas) e eles afirmaram que eles foram forçados a cumprir ou eles seriam responsáveis pelos custos de produção, Parágrafo 6 do contrato. Além disso, Mark e Nikki processaram o Discovery e a Sharp por Difamação, porque eles tinham editado a filmagem e fizeram dizer "para o trabalho eu trabalho bar de Karaoke" o que ela nunca disse e implicaram que ela era uma prostituta ou rapariga KTV, o que causou grande embaraço e humilhação a Nikki e à sua família. Matt Sharp, o CEO da Sharp Entertainment definiu "dub" quando questionado por Mark, antes de ter assinado o contrato, como "ser capaz de traduzir para outra língua ou adicionar uma trilha sonora", no entanto em tribunal a defesa argumentou que a palavra "dub" dava aos réus 100% de liberdade para ficcionalizar Mark e Nikki (Caso #101802-16 Tribunal Supremo do Estado do Condado de Nova Iorque, Nova Iorque). O processo foi eventualmente arquivado. | Mark e Nikki continuam casados e a viverem juntos. |        |
| Mark & Nikki        | Nikki 19, Danao, Cebu, Filipinas                                                   | Mark e Nikki conheceram-se por um serviço de namoro online, e Mark pediu Nikki em casamento pouco depois. Nikki é de Danao, Cebu, na mesma ilha que a ex-mulher de Mark, com quem ele teve quatro filhos, todos mais velhos que Nikki. Elise, filha de Mark, que é um ano mais velha que Nikki, sentia-se desconfortável com a relação. Antes de se candidatar ao visto, Mark insistiu com que Nikki assinasse um acordo pré-nupcial e a empresa produtora fez-los realizar cenas roteirizadas várias vezes durante a produção até ao dia do casamento. O casal processou a TLC por promessas escritas quebradas que eles alegavam não ter conflito com o contrato apresentado depois, incluindo que o "programa é um documentário, não roteirizado, não encenado, filmado enquanto acontece" filmado em "tempo real" e "tu não és forçado a fazer ou dizer nada". Mark e Nikki queixaram-se de serem vitimizados pois o programa não refletia precisamente a realidade, de formas tanto implícitas (participantes a serem colocados em situações artificiais) e enganosas (edição ilusória, participantes a serem treinados em comportamento, enredos gerados com antecedência, cenas a serem encenadas) e eles afirmaram que eles foram forçados a cumprir ou eles seriam responsáveis pelos custos de produção, Parágrafo 6 do contrato. Além disso, Mark e Nikki processaram o Discovery e a Sharp por Difamação, porque eles tinham editado a filmagem e fizeram dizer "para o trabalho eu trabalho bar de Karaoke" o que ela nunca disse e implicaram que ela era uma prostituta ou rapariga KTV, o que causou grande embaraço e humilhação a Nikki e à sua família. Matt Sharp, o CEO da Sharp Entertainment definiu "dub" quando questionado por Mark, antes de ter assinado o contrato, como "ser capaz de traduzir para outra língua ou adicionar uma trilha sonora", no entanto em tribunal a defesa argumentou que a palavra "dub" dava aos réus 100% de liberdade para ficcionalizar Mark e Nikki (Caso #101802-16 Tribunal Supremo do Estado do Condado de Nova Iorque, Nova Iorque). O processo foi eventualmente arquivado. | Mark e Nikki continuam casados e a viverem juntos. |        |
| Loren & Alexei      | Loren Goldstone, 27 Nova Iorque                                                    | Loren e Alexei conheceram-se quando ela estava a visitar Israel e ele estava a trabalhar como médico. O casal casou-se tanto nos Estados Unidos como em Israel. | O casal vive em Fort Lauderdale, Flórida com os seus três filhos. |        |
| Loren & Alexei      | Alexei Brovarnik, 27 Nazaré IllitDistrito Norte, Israel (originalmente da Ucrânia) | Loren e Alexei conheceram-se quando ela estava a visitar Israel e ele estava a trabalhar como médico. O casal casou-se tanto nos Estados Unidos como em Israel. | O casal vive em Fort Lauderdale, Flórida com os seus três filhos. |        |
| Kyle & Noon         | Kyle Huckabee, 28 Nova Orleães, Luisiana                                           | Kyle e Noon conheceram-se no Facebook enquanto ele estava numa visita de pesquisa à Tailândia. Após se conhecerem pessoalmente, Noon mudou-se para os Estados Unidos e viveu com Kyle e o seu colega de casa. Kyle pediu Noon em casamento numa viagem de paraquedismo. Eles casaram-se num templo budista; a família de Noon não pôde comparecer e a mãe de Kyle, que tinha estado afastada até Noon encorajar Kyle a reconectar-se com ela, escolheu não comparecer. | Continuam juntos. |        |
| Kyle & Noon         | Bajaree "Noon" Boonma, 25 Banguecoque, Tailândia                                   | Kyle e Noon conheceram-se no Facebook enquanto ele estava numa visita de pesquisa à Tailândia. Após se conhecerem pessoalmente, Noon mudou-se para os Estados Unidos e viveu com Kyle e o seu colega de casa. Kyle pediu Noon em casamento numa viagem de paraquedismo. Eles casaram-se num templo budista; a família de Noon não pôde comparecer e a mãe de Kyle, que tinha estado afastada até Noon encorajar Kyle a reconectar-se com ela, escolheu não comparecer. | Continuam juntos. |        |
| Melanie & Devar     | Melanie Bowers, 33 Orwigsburg, Pensilvânia                                         | Melanie e Devar conheceram-se enquanto Melanie estava de férias num resort da Jamaica onde Devar trabalhava como nadador-salvador. Ele pediu Melanie em casamento dentro de dias e mudou-se para os Estados Unidos, onde Melanie tinha custódia do seu filho nos fins de semana. A sua irmã estava preocupada com a relação súbita e Melanie concordou em pensar num acordo pré-nupcial depois de Devar mencionar querer mandar a maioria do seu salário para a sua família na Jamaica. | O casal teve uma filha, nascida em 2017. | [ 23 ] |
| Melanie & Devar     | Devar Walters, 28 Runaway Bay, Jamaica                                             | Melanie e Devar conheceram-se enquanto Melanie estava de férias num resort da Jamaica onde Devar trabalhava como nadador-salvador. Ele pediu Melanie em casamento dentro de dias e mudou-se para os Estados Unidos, onde Melanie tinha custódia do seu filho nos fins de semana. A sua irmã estava preocupada com a relação súbita e Melanie concordou em pensar num acordo pré-nupcial depois de Devar mencionar querer mandar a maioria do seu salário para a sua família na Jamaica. | O casal teve uma filha, nascida em 2017. | [ 23 ] |
| Fernando & Carolina | Fernando Verdini, 39 Doral, Flórida                                                | Fernando e Carolina conheceram-se na Colômbia enquanto estavam em encontros com outras pessoas e ficaram noivos antes de ele voltar à Flórida. Os pais dele viviam com ele numa casa que ele tinha do seu casamento passado. Quando Carolina se mudou para os Estados Unidos, a mãe dele fez comentários racistas sobre colombianos; eles casaram apesar disso. Após o casamento, Carolina admitiu ligar à mãe três vezes por dia e ter saudades do gato, que não pôde trazer pois Fernando é alérgico. | Continuam juntos. |        |
| Fernando & Carolina | Carolina, 22 Medellín, Colômbia                                                    | Fernando e Carolina conheceram-se na Colômbia enquanto estavam em encontros com outras pessoas e ficaram noivos antes de ele voltar à Flórida. Os pais dele viviam com ele numa casa que ele tinha do seu casamento passado. Quando Carolina se mudou para os Estados Unidos, a mãe dele fez comentários racistas sobre colombianos; eles casaram apesar disso. Após o casamento, Carolina admitiu ligar à mãe três vezes por dia e ter saudades do gato, que não pôde trazer pois Fernando é alérgico. | Continuam juntos. |        |
| Josh & Alexandra    | Josh Strobel, 22 Rexburg, Idaho                                                    | Josh e Aleksandra conheceram-se em Praga enquanto Josh estava numa viagem missionária e Aleksandra andava na universidade. Ela trabalhava como dançarina numa discoteca e gostava de beber e de festas mas converteu-se ao Mormonismo com o apoio de Josh. Eles mantiveram o contacto depois da viagem e começaram a namorar, e ele viajou para a Rússia em 2015 e pediu-a em casamento. Eles casaram no mesmo ano pouco depois de ela se ter mudado para os Estados Unidos. | Josh andou numa escola médica em Queensland, Austrália em 2018 e a família mudou-se para Brisbane. Ele transferiu para uma universidade em Nova Orleães, Luisiana em 2020. Eles vivem em Shreveport, Luisiana com os seus dois filhos. |        |
| Josh & Alexandra    | Aleksandra Iarovikova, 21 Kirov, Rússia                                            | Josh e Aleksandra conheceram-se em Praga enquanto Josh estava numa viagem missionária e Aleksandra andava na universidade. Ela trabalhava como dançarina numa discoteca e gostava de beber e de festas mas converteu-se ao Mormonismo com o apoio de Josh. Eles mantiveram o contacto depois da viagem e começaram a namorar, e ele viajou para a Rússia em 2015 e pediu-a em casamento. Eles casaram no mesmo ano pouco depois de ela se ter mudado para os Estados Unidos. | Josh andou numa escola médica em Queensland, Austrália em 2018 e a família mudou-se para Brisbane. Ele transferiu para uma universidade em Nova Orleães, Luisiana em 2020. Eles vivem em Shreveport, Luisiana com os seus dois filhos. |        |

### Temporada 4
| Casal             | Indivíduos                                                    | História | Desfecho | Ref.   |
| ----------------- | ------------------------------------------------------------- | --- | --- | ------ |
| Jorge & Anfisa    | Jorge Nava, 27 Riverside, Califórnia                          | Jorge contactou Anfisa no Facebook depois de ver fotos dela e embora ela estivesse hesitante inicialmente, ela aceitou em encontrar-se com ele. Eles fizeram uma viagem cara europeia. Antes de vir para os Estados Unidos, Anfisa pediu a Jorge uma mala de 10,000 dólares; quando ele recusou, ela apagou o seu telemóvel e cancelou os seus voos. Mais tarde eles reconciliaram-se. Jorge deu-se como culpado por tráfico de marijuana, o que complicou o arrendamento de um apartamento, e tinha sido vítima de um assalto e tinha medo de permanecer num só sítio, então andava a viver em hotéis, o que não impressionava Anfisa. Eventualmente eles mudaram-se para um apartamento pequeno. Jorge não comprou um anel de noivado ou um vestido para Anfisa, o que preocupou a sua família e fez com eles questionasse os motivos de Anfisa. Ela admitiu que estava interessada em ser sustentada por Jorge mas que Jorge estava interessado nela por causa do seu aspeto. Ela considerou voltar para a Rússia e ele considerou não a tentar parar mas eles acabaram por casar sozinhos numa cerimónia simples no tribunal, com Jorge a prometer um anel e uma cerimónia maior no futuro. | O casal está divorciado. Em 2018, Jorge foi outra vez preso por tráfico de marijuana e sentenciado a 2.5 anos na prisão. Ele foi libertado em 2020. | [ 24 ] |
| Jorge & Anfisa    | Anfisa Arkipchenko, 20 Moscovo, Rússia                        | Jorge contactou Anfisa no Facebook depois de ver fotos dela e embora ela estivesse hesitante inicialmente, ela aceitou em encontrar-se com ele. Eles fizeram uma viagem cara europeia. Antes de vir para os Estados Unidos, Anfisa pediu a Jorge uma mala de 10,000 dólares; quando ele recusou, ela apagou o seu telemóvel e cancelou os seus voos. Mais tarde eles reconciliaram-se. Jorge deu-se como culpado por tráfico de marijuana, o que complicou o arrendamento de um apartamento, e tinha sido vítima de um assalto e tinha medo de permanecer num só sítio, então andava a viver em hotéis, o que não impressionava Anfisa. Eventualmente eles mudaram-se para um apartamento pequeno. Jorge não comprou um anel de noivado ou um vestido para Anfisa, o que preocupou a sua família e fez com eles questionasse os motivos de Anfisa. Ela admitiu que estava interessada em ser sustentada por Jorge mas que Jorge estava interessado nela por causa do seu aspeto. Ela considerou voltar para a Rússia e ele considerou não a tentar parar mas eles acabaram por casar sozinhos numa cerimónia simples no tribunal, com Jorge a prometer um anel e uma cerimónia maior no futuro. | O casal está divorciado. Em 2018, Jorge foi outra vez preso por tráfico de marijuana e sentenciado a 2.5 anos na prisão. Ele foi libertado em 2020. | [ 24 ] |
| Nicole & Azan     | Nicole Nafzinger, 22 Bradenton, Flórida                       | Nicole e Azan conheceram-se via uma app de namoro. Nicole deixou a sua filha com os seus pais para que pudesse visitar Azan em Marrocos por cinco semanas, do que a sua família estava incerta. Após se conhecerem, Azan afirmou que ela era "grande... um pouco" mas apesar disso estava feliz por a ver. Ela tentou abraçar e beijá-lo e ele disse-lhe que não era aceitável na cultura islâmica que casais não casados fossem afetuosos. No entanto ela foi calorosamente recebida pela família de Azan, ela sentia-se incerta com a relação e continuava a ter dificuldade com os costumes islâmicos. Ela mais tarde revelou que ela traiu Azan. Apesar disto, ele pediu-a em casamento no deserto. O seu casamento foi adiado pois Nicole não tinha dinheiro para patrocinar o visto de Azan e a sua mãe não queria ser co-patrocinadora. Eles continuaram juntos mas a viver em países separados. Em 2017, o pai de Nicole concordou em patrocinar Azan. | O casal apareceu outra vez na temporada 5. |        |
| Nicole & Azan     | Azan Tefou, 24 Agadir, Marrocos                               | Nicole e Azan conheceram-se via uma app de namoro. Nicole deixou a sua filha com os seus pais para que pudesse visitar Azan em Marrocos por cinco semanas, do que a sua família estava incerta. Após se conhecerem, Azan afirmou que ela era "grande... um pouco" mas apesar disso estava feliz por a ver. Ela tentou abraçar e beijá-lo e ele disse-lhe que não era aceitável na cultura islâmica que casais não casados fossem afetuosos. No entanto ela foi calorosamente recebida pela família de Azan, ela sentia-se incerta com a relação e continuava a ter dificuldade com os costumes islâmicos. Ela mais tarde revelou que ela traiu Azan. Apesar disto, ele pediu-a em casamento no deserto. O seu casamento foi adiado pois Nicole não tinha dinheiro para patrocinar o visto de Azan e a sua mãe não queria ser co-patrocinadora. Eles continuaram juntos mas a viver em países separados. Em 2017, o pai de Nicole concordou em patrocinar Azan. | O casal apareceu outra vez na temporada 5. |        |
| Narkyia & Olulowo | Narkyia Lathan, 36 Camp Hill, Pensilvânia                     | Narkyia e Olulowo conheceram-se num website de namoro online para mulheres plus-size. Mesmo assim, tiveram problemas quando se tentaram conhecer pela primeira vez, maioritariamente porque Lowo mentiu à cerca de onde vivia e sobre a morte da mãe do seu filho. Narkyia, as suas amigas e a sua família estavam céticos e questionaram se a relação seria um esquema de romance mas ele nunca pediu por dinheiro. Ela eventualmente foi ao Vietname, onde ele vivia antes, para se encontrar com ele e ajudar-lo a tratar de documentos para o seu visto. Eles acabaram quando ela descobriu que ele tinha tentado reatar a sua relação com a mãe do seu filho ao mesmo tempo que eles começaram a falar. | Embora estivessem zangados no fim da temporada, ele casaram-se mais tarde e vivem nos Estados Unidos com a sua filha, nascida em 2020.              | [ 25 ] |
| Narkyia & Olulowo | Olulowo "Lowo" Shodipe, 28 Lagos, Nigéria                     | Narkyia e Olulowo conheceram-se num website de namoro online para mulheres plus-size. Mesmo assim, tiveram problemas quando se tentaram conhecer pela primeira vez, maioritariamente porque Lowo mentiu à cerca de onde vivia e sobre a morte da mãe do seu filho. Narkyia, as suas amigas e a sua família estavam céticos e questionaram se a relação seria um esquema de romance mas ele nunca pediu por dinheiro. Ela eventualmente foi ao Vietname, onde ele vivia antes, para se encontrar com ele e ajudar-lo a tratar de documentos para o seu visto. Eles acabaram quando ela descobriu que ele tinha tentado reatar a sua relação com a mãe do seu filho ao mesmo tempo que eles começaram a falar. | Embora estivessem zangados no fim da temporada, ele casaram-se mais tarde e vivem nos Estados Unidos com a sua filha, nascida em 2020.              | [ 25 ] |
| Matt & Alla       | Matt Ryan, 43 Williamstown                                    | Matt e Alla conheceram-se num site de namoro anos antes mas perderam o contacto depois de Matt se casar com a terceira esposa. Eles reconectaram após ambos terem passado por um divórcio. Alla sentiu-se arrebatada pelos amigos e família de Matt e foi encorajada a reduzir no seu casamento de sonho. Eles eventualmente casaram-se. | O casal teve uma filha, nascida em 2020, e um filho, nascido em 2022.                                                                               |        |
| Matt & Alla       | Alla Fedoruk, 30 Kiev, Ucrânia                                | Matt e Alla conheceram-se num site de namoro anos antes mas perderam o contacto depois de Matt se casar com a terceira esposa. Eles reconectaram após ambos terem passado por um divórcio. Alla sentiu-se arrebatada pelos amigos e família de Matt e foi encorajada a reduzir no seu casamento de sonho. Eles eventualmente casaram-se. | O casal teve uma filha, nascida em 2020, e um filho, nascido em 2022.                                                                               |        |
| Chantel & Pedro   | CeAir "Chantel" Everett, 25 Atlanta, Geórgia (Estados Unidos) | Chantel e Pedro conheceram-se quando ela visitou a República Dominicana e foram apresentados por um professor de espanhol. Ela visitava-o regularmente; depois de ele a ter pedido em casamento, ela preocupou-se com a sua família pensar que ele se estava a casar com ela pelo visto de residência, então ela disse aos seus pais que ele tinha um visto de estudante. Eles casaram-se nos Estados Unidos e na República Dominicana, embora o seu segundo casamento tivesse um conflito significativo. A família de Pedro esperava que ele lhes mandasse dinheiro agora que vivia nos Estados Unidos, então Pedro e Chantel viviam modestamente. Ambas as famílias tiveram dificuldades com as diferenças culturais. | Em 2019, A Família Chantel começou a passar no TLC. Em 2022, foi confirmado que eles pediram o divórcio.                                            | [ 26 ] |
| Chantel & Pedro   | Pedro Jimeno, 24 São Domingos, República Dominicana           | Chantel e Pedro conheceram-se quando ela visitou a República Dominicana e foram apresentados por um professor de espanhol. Ela visitava-o regularmente; depois de ele a ter pedido em casamento, ela preocupou-se com a sua família pensar que ele se estava a casar com ela pelo visto de residência, então ela disse aos seus pais que ele tinha um visto de estudante. Eles casaram-se nos Estados Unidos e na República Dominicana, embora o seu segundo casamento tivesse um conflito significativo. A família de Pedro esperava que ele lhes mandasse dinheiro agora que vivia nos Estados Unidos, então Pedro e Chantel viviam modestamente. Ambas as famílias tiveram dificuldades com as diferenças culturais. | Em 2019, A Família Chantel começou a passar no TLC. Em 2022, foi confirmado que eles pediram o divórcio.                                            | [ 26 ] |

### Temporada 5
| Casal              | Indivíduos                                    | História | Desfecho | Ref.          |
| ------------------ | --------------------------------------------- | --- | --- | ------------- |
| Elizabeth & Andrei | Elizabeth Potthast, 27 Tampa (Flórida)        | O casal conheceu-se quando Elizabeth visitou Dublin, onde Andrei vivia. A família dela expressou preocupação sobre Andrei ser demasiado controlador e o pai de Elizabeth recusou apoiá-los financeiramente. Ele casaram-se mais cedo do que planeado para que Andrei começasse a trabalhar. Ele discutiram quando Elizabeth e as suas irmãs foram a Miami para a sua despedida de solteira e foram a uma discoteca contra a vontade de Andrei. | O primeiro filho do casal nasceu em 2019 e eles anunciaram em 2022 que estavam à espera do seu segundo. |               |
| Elizabeth & Andrei | Andrei Castravet, 31 Chisinau, Moldávia       | O casal conheceu-se quando Elizabeth visitou Dublin, onde Andrei vivia. A família dela expressou preocupação sobre Andrei ser demasiado controlador e o pai de Elizabeth recusou apoiá-los financeiramente. Ele casaram-se mais cedo do que planeado para que Andrei começasse a trabalhar. Ele discutiram quando Elizabeth e as suas irmãs foram a Miami para a sua despedida de solteira e foram a uma discoteca contra a vontade de Andrei. | O primeiro filho do casal nasceu em 2019 e eles anunciaram em 2022 que estavam à espera do seu segundo. |               |
| Evelyn & David     | Evelyn Cormier, 18 Claremont (Nova Hampshire) | O casal conheceu-se depois de David ver a página de Facebook da banda de Evelyn e a contactar. Ele são ambos de famílias religiosas cristãs e David recusou-se a falar de sexo com Evelyn à frente da câmera. Ele tiveram problemas a chegar a um acordo no casamento e ele era contra viver numa cidade pequena. Apesar disto, ele casaram-se e viveram na terra natal de Evelyn, Claremont. | Evelyn chegou ao Top 14 de American Idol em 2019 e o casal mudou-se para Los Angeles. Em 2021, ele anunciaram que não estavam mais juntos.                                                                               |               |
| Evelyn & David     | David Vázquez Zermeño, 27 Granada (Espanha)   | O casal conheceu-se depois de David ver a página de Facebook da banda de Evelyn e a contactar. Ele são ambos de famílias religiosas cristãs e David recusou-se a falar de sexo com Evelyn à frente da câmera. Ele tiveram problemas a chegar a um acordo no casamento e ele era contra viver numa cidade pequena. Apesar disto, ele casaram-se e viveram na terra natal de Evelyn, Claremont. | Evelyn chegou ao Top 14 de American Idol em 2019 e o casal mudou-se para Los Angeles. Em 2021, ele anunciaram que não estavam mais juntos.                                                                               |               |
| Molly & Luis       | Molly Hopkins, 41 Woodstock (Geórgia)         | Molly e Luis conheceram-se quando ela e as suas amigas visitaram um bar onde Luis trabalhava enquanto estavam numa viagem à República Domnicana. A filha mais velha de Molly era contra Luis ir viver com elas e o pai de Molly questionou as suas intenções. Luis não se deu com nenhuma das filhas de Molly e não tinha interesse em ser um padrasto. Ele estava normalmente aborrecido e insatisfeito com a vida em Geórgia e ele e Molly discutiram acerca do seu desinteresse com o planeamento do casamento e sobre Luis ter perguntado à filha de Molly sobre a sua vida sexual. Luis deixou Molly mas voltou mais tarde para um episódio final.                                                                | Seis meses após o seu casamento, Molly pediu o divórcio. Luis acusou-a de ser emocionalmente e fisicamente abusiva durante o seu curto casamento.                                                                        | [ 27 ] [ 28 ] |
| Molly & Luis       | Luis Mendez, 26 República Dominicana          | Molly e Luis conheceram-se quando ela e as suas amigas visitaram um bar onde Luis trabalhava enquanto estavam numa viagem à República Domnicana. A filha mais velha de Molly era contra Luis ir viver com elas e o pai de Molly questionou as suas intenções. Luis não se deu com nenhuma das filhas de Molly e não tinha interesse em ser um padrasto. Ele estava normalmente aborrecido e insatisfeito com a vida em Geórgia e ele e Molly discutiram acerca do seu desinteresse com o planeamento do casamento e sobre Luis ter perguntado à filha de Molly sobre a sua vida sexual. Luis deixou Molly mas voltou mais tarde para um episódio final.                                                                | Seis meses após o seu casamento, Molly pediu o divórcio. Luis acusou-a de ser emocionalmente e fisicamente abusiva durante o seu curto casamento.                                                                        | [ 27 ] [ 28 ] |
| David & Annie      | David Toborowsky, 48 Louisville, Kentucky     | David e Annie conheceram-se num bar enquanto ele vivia na Tailândia. David não tinha dinheiro e tinha ajuda financeira do seu melhor amigo, o antigo jogador de futebol americano Chris Thieneman, que patrocinou o visa de Annie e deu a David dinheiro suficiente para pagar aos pais de Annie um preço de noiva. Nos Estados Unidos, ele viveram com Chris e a sua mulher em Los Angeles até ela, frustrada com o apoio financeiro do seu marido para David, pediu-lhes para voltarem para Louisville. Os filhos de David reagiram negativamente à relação. Apesar da infidelidade passada de David, problemas com a bebida, e desemprego, ele casaram-se.                                                          | Em 2022, viviam em Fountain Hills. |               |
| David & Annie      | Annie Suwan, 24 Bueng Kan, Tailândia          | David e Annie conheceram-se num bar enquanto ele vivia na Tailândia. David não tinha dinheiro e tinha ajuda financeira do seu melhor amigo, o antigo jogador de futebol americano Chris Thieneman, que patrocinou o visa de Annie e deu a David dinheiro suficiente para pagar aos pais de Annie um preço de noiva. Nos Estados Unidos, ele viveram com Chris e a sua mulher em Los Angeles até ela, frustrada com o apoio financeiro do seu marido para David, pediu-lhes para voltarem para Louisville. Os filhos de David reagiram negativamente à relação. Apesar da infidelidade passada de David, problemas com a bebida, e desemprego, ele casaram-se.                                                          | Em 2022, viviam em Fountain Hills. |               |
| Josh & Aika        | Josh Batterson, 43 Mesa (Arizona)             | Josh e Aika conheceram-se numa app de namoro e ficaram noivos quando Josh foi às Filipinas para a conhecer. Enquanto Aika gostou de viver nos Estados Unidos, ela e Josh tiveram problemas quando ele a pressionou a seguir a carreira de modelo e ela pressionou-o a reverter a vasectomia que ele fez depois de ter dois filhos com a sua primeira mulher. Ele casaram-se em Las Vegas. | O casal ainda está casado depois de terem dado o nó em Vegas em setembro de 2018. Num comentário de Instagram em novembro de 2022, eles disseram que estavam a pensar em filhos no futuro, tendo congelado os seus ovos. | [ 29 ]        |
| Josh & Aika        | Aika, 36 Quezon, Filipinas                    | Josh e Aika conheceram-se numa app de namoro e ficaram noivos quando Josh foi às Filipinas para a conhecer. Enquanto Aika gostou de viver nos Estados Unidos, ela e Josh tiveram problemas quando ele a pressionou a seguir a carreira de modelo e ela pressionou-o a reverter a vasectomia que ele fez depois de ter dois filhos com a sua primeira mulher. Ele casaram-se em Las Vegas. | O casal ainda está casado depois de terem dado o nó em Vegas em setembro de 2018. Num comentário de Instagram em novembro de 2022, eles disseram que estavam a pensar em filhos no futuro, tendo congelado os seus ovos. | [ 29 ]        |
| Nicole & Azan      | Nicole Nafziger, 23 Bradenton, Florida        | Nicole e Azan apareceram originalmente na temporada 4. O pai e a madrasta de Nicole concordaram em co-patrocinar o visa de Azan. Nicole viajou até Marrocos com a sua filha de dois anos e meio para visitar Azan. O casal continuou a discutir sobre as suas diferenças de estilo de vida e Azan ainda não confiava em Nicole depois de ela o ter traído. Azan estava desempregado e tinha recebido cerca de $6,000 de Nicole, que disse não se importar em o ajudar e que preferia que ele estivesse livre para falar pelo telemóvel do que ocupado a trabalhar. Durante o episódio de reunião, Nicole não conseguia contactar Azan; e foi mais tarde revelado que ele tinha sido preso por razões não relacionadas. | Em março de 2020, Nicole foi a Marrocos visitar Azan mas ficou presa lá por cinco devido ás restrições de viagens pela pandemia de COVID-19. Em 2021, ela confirmou que ele se separaram.                                | [ 30 ]        |
| Nicole & Azan      | Azan Tefou, 25 Agadir                         | Nicole e Azan apareceram originalmente na temporada 4. O pai e a madrasta de Nicole concordaram em co-patrocinar o visa de Azan. Nicole viajou até Marrocos com a sua filha de dois anos e meio para visitar Azan. O casal continuou a discutir sobre as suas diferenças de estilo de vida e Azan ainda não confiava em Nicole depois de ela o ter traído. Azan estava desempregado e tinha recebido cerca de $6,000 de Nicole, que disse não se importar em o ajudar e que preferia que ele estivesse livre para falar pelo telemóvel do que ocupado a trabalhar. Durante o episódio de reunião, Nicole não conseguia contactar Azan; e foi mais tarde revelado que ele tinha sido preso por razões não relacionadas. | Em março de 2020, Nicole foi a Marrocos visitar Azan mas ficou presa lá por cinco devido ás restrições de viagens pela pandemia de COVID-19. Em 2021, ela confirmou que ele se separaram.                                | [ 30 ]        |

### Temporada 6
| Casal               | Indivíduos                                       | História | Desfecho | Ref                                |
| ------------------- | ------------------------------------------------ | --- | --- | ---------------------------------- |
| Ashley & Jay        | Ashley Martson, 31 Mechanicsburg, Pensilvânia    | Ashley e Jay conheceram-se enquanto ela estava num resort na Jamaica para um casamento de uma amiga. Eles mantiveram contacto nas redes sociais depois da viagem e ele pediu-a em casamento quando ela voltou para o visitar seis meses depois. Eles inicialmente planearam casarem-se na Pensilvânia mas devido a comentários racistas no site do seu casamento, ele casaram-se em Las Vegas. Quando voltaram, Ashley descobriu que Jay tinha uma conta ativa no Tinder e pediu o divórcio em 2019. | Embora se tenham reconciliado e juntado, eles separaram-se em 2020 e finalizaram o divórcio em 2021. | [ 31 ] [ 32 ]                      |
| Ashley & Jay        | Jay Smith, 20 Port Maria, Jamaica                | Ashley e Jay conheceram-se enquanto ela estava num resort na Jamaica para um casamento de uma amiga. Eles mantiveram contacto nas redes sociais depois da viagem e ele pediu-a em casamento quando ela voltou para o visitar seis meses depois. Eles inicialmente planearam casarem-se na Pensilvânia mas devido a comentários racistas no site do seu casamento, ele casaram-se em Las Vegas. Quando voltaram, Ashley descobriu que Jay tinha uma conta ativa no Tinder e pediu o divórcio em 2019. | Embora se tenham reconciliado e juntado, eles separaram-se em 2020 e finalizaram o divórcio em 2021. | [ 31 ] [ 32 ]                      |
| Colt & Larissa      | Colt Johnson, 33 Las Vegas, Nevada               | Colt e Larissa conheceram-se num site de namoro. Ele voou até ao México para passar cinco dias com Larissa, e então voo até ao Rio de Janeiro para passar mais seis dias juntos. Ele pediu-a em casamento depois de cinco dias. Ela mudou-se com ele para Las Vegas e ele casaram no verão de 2018. | Em 2019, Larissa foi acusada de um delito leve de violência doméstica e Colt subsequentemente pediu o divórcio. | [ 32 ] [ 33 ]                      |
| Colt & Larissa      | Larissa dos Santos Lima, 31 Minas Gerais, Brasil | Colt e Larissa conheceram-se num site de namoro. Ele voou até ao México para passar cinco dias com Larissa, e então voo até ao Rio de Janeiro para passar mais seis dias juntos. Ele pediu-a em casamento depois de cinco dias. Ela mudou-se com ele para Las Vegas e ele casaram no verão de 2018. | Em 2019, Larissa foi acusada de um delito leve de violência doméstica e Colt subsequentemente pediu o divórcio. | [ 32 ] [ 33 ]                      |
| Jonathan & Fernanda | Jonathan Rivera, 32 Lumberton, Carolina do Norte | Jonathan e Fernanda conheceram-se enquanto ele passava férias no México. Eles casaram-se em maio de 2018. | Em janeiro de 2019, eles anunciaram que já não se falavam desde dezembro de 2018. Em março, Jonathan anunciou que tinha cancelado a papelada do cartão verde de Fernanda. O divórcio foi finalizado em 2020. Fernanda mudou-se para Chicago, e depois para Miami. | [ 34 ] [ 32 ]                      |
| Jonathan & Fernanda | Fernanda Flores, 19 Celaya, México               | Jonathan e Fernanda conheceram-se enquanto ele passava férias no México. Eles casaram-se em maio de 2018. | Em janeiro de 2019, eles anunciaram que já não se falavam desde dezembro de 2018. Em março, Jonathan anunciou que tinha cancelado a papelada do cartão verde de Fernanda. O divórcio foi finalizado em 2020. Fernanda mudou-se para Chicago, e depois para Miami. | [ 34 ] [ 32 ]                      |
| Kalani & Asuelu     | Kalani Faagata, 30 Condado de Orange, Califórnia | Kalani e Asuelu conheceram-se enquanto ela estava num resort na Samoa, de onde o seu pai é, onde Asuelu trabalhava. Embora ela se tivesse mantido celibatária de acordo com a sua fé Mormon, Kalani ficou grávida durante a sua viagem e deu à luz o seu primeiro filho em janeiro de 2018. Eles casaram em setembro de 2018. | O casal teve o seu segundo filho em janeiro de 2019. | [ 35 ] [ 36 ] [ 32 ]               |
| Kalani & Asuelu     | Asuelu Pulaa, 23 Samoa                           | Kalani e Asuelu conheceram-se enquanto ela estava num resort na Samoa, de onde o seu pai é, onde Asuelu trabalhava. Embora ela se tivesse mantido celibatária de acordo com a sua fé Mormon, Kalani ficou grávida durante a sua viagem e deu à luz o seu primeiro filho em janeiro de 2018. Eles casaram em setembro de 2018. | O casal teve o seu segundo filho em janeiro de 2019. | [ 35 ] [ 36 ] [ 32 ]               |
| Eric & Leida        | Eric Rosenbrook, 40 Baraboo, Wisconsin           | Eric e Leida conheceram-se num site de namoro internacional. Ela mudou-se para Wisconsin para viver com ele, deixando os pais dele a questionar o porquê de ela deixar o seu estilo de vida quando ela dizia vir de uma família abastada. Ela também disse que era graduada em medicina, atriz, modelo, e professora. Eles casaram em 2018. Em um episódio, ela expulsou a filha adolescente de Eric de casa. Em 2019, a polícia foi chamada à sua casa para investigar acusações de abuso doméstico. Leida acusou Eric de lhe puxar o cabelo durante uma luta depois de ela ameaçar que se ia matar com uma faca. | Em 2019, foi concedida a Leida uma ordem de restrição contra a filha de Eric. Eric e Leida continuam juntos. | [ 37 ] [ 38 ] [ 39 ] [ 37 ] [ 40 ] |
| Eric & Leida        | Leida Margaretha Cohen, 29 Jacarta, Indonésia    | Eric e Leida conheceram-se num site de namoro internacional. Ela mudou-se para Wisconsin para viver com ele, deixando os pais dele a questionar o porquê de ela deixar o seu estilo de vida quando ela dizia vir de uma família abastada. Ela também disse que era graduada em medicina, atriz, modelo, e professora. Eles casaram em 2018. Em um episódio, ela expulsou a filha adolescente de Eric de casa. Em 2019, a polícia foi chamada à sua casa para investigar acusações de abuso doméstico. Leida acusou Eric de lhe puxar o cabelo durante uma luta depois de ela ameaçar que se ia matar com uma faca. | Em 2019, foi concedida a Leida uma ordem de restrição contra a filha de Eric. Eric e Leida continuam juntos. | [ 37 ] [ 38 ] [ 39 ] [ 37 ] [ 40 ] |
| Steven & Olga       | Steven Frend, 20 Bowie, Maryland                 | Steven e Olga conheceram-se enquanto Olga estava em Ocean City, Maryland num visto de trabalho de verão. Depois de algumas semanas de namoro, ela engravidou. Steven viajou até à Rússia para o nascimento do seu filho. Eles casaram-se em agosto de 2019. | Steven e Olga separaram-se depois de um ano de casamento mas mais tarde reconciliaram-se. Eles mudaram-se de Maryland para Brooklyn, Nova Iorque e tiveram uma filha em 2022.                                                                                     | [ 32 ] [ 41 ] [ 42 ]               |
| Steven & Olga       | Olga Koshimbetova, 20 Voronej, Rússia            | Steven e Olga conheceram-se enquanto Olga estava em Ocean City, Maryland num visto de trabalho de verão. Depois de algumas semanas de namoro, ela engravidou. Steven viajou até à Rússia para o nascimento do seu filho. Eles casaram-se em agosto de 2019. | Steven e Olga separaram-se depois de um ano de casamento mas mais tarde reconciliaram-se. Eles mudaram-se de Maryland para Brooklyn, Nova Iorque e tiveram uma filha em 2022.                                                                                     | [ 32 ] [ 41 ] [ 42 ]               |

### Temporada 7
| Casal             | Indivíduos                                          | História | Desfecho | Ref.                 |
| ----------------- | --------------------------------------------------- | --- | --- | -------------------- |
| Emily & Sasha     | Emily Larina, 29 Portland, Oregon                   | Emily e Sasha conheceram-se depois de ela se mudar para a Rússia para ensinar Inglês e juntou-se a um ginásio onde ele trabalhou como personal trainer. Embora ainda estivesse casado quando se conheceram, Sasha e Emily mantiveram que eles não começaram uma relação até ele estar separado da sua ex-esposa. Emily engravidou e o seu filho, o terceiro de Sasha, nasceu em novembro de 2018. Quando se mudaram para os Estados Unidos, a irmã de Emily foi vocal quanto a não confiar em Sasha, particularmente como ele continuava a comentar sobre o peso pós-gravidez de Emily. De qualquer modo, casaram-se. | Emily, Sasha, e o seu filho mudaram-se para Moscovo. No início de 2020, eles voltaram para os Estados Unidos para que Sasha pudesse conhecer os pais de Emily mas acabaram por ficar mais tempo devido à pandemia de COVID-19. Depois da agitação na Rússia, Emily mudou-se de volta para os Estados Unidos onde vive atualmente. Sasha vive na Rússia. |                      |
| Emily & Sasha     | Alexander "Sasha" Larin, 32 Moscovo, Rússia         | Emily e Sasha conheceram-se depois de ela se mudar para a Rússia para ensinar Inglês e juntou-se a um ginásio onde ele trabalhou como personal trainer. Embora ainda estivesse casado quando se conheceram, Sasha e Emily mantiveram que eles não começaram uma relação até ele estar separado da sua ex-esposa. Emily engravidou e o seu filho, o terceiro de Sasha, nasceu em novembro de 2018. Quando se mudaram para os Estados Unidos, a irmã de Emily foi vocal quanto a não confiar em Sasha, particularmente como ele continuava a comentar sobre o peso pós-gravidez de Emily. De qualquer modo, casaram-se. | Emily, Sasha, e o seu filho mudaram-se para Moscovo. No início de 2020, eles voltaram para os Estados Unidos para que Sasha pudesse conhecer os pais de Emily mas acabaram por ficar mais tempo devido à pandemia de COVID-19. Depois da agitação na Rússia, Emily mudou-se de volta para os Estados Unidos onde vive atualmente. Sasha vive na Rússia. |                      |
| Anna & Mursel     | Anna Campisi, 38 Bellevue, Nebraska                 | Anna e Mursel conheceram-se via redes sociais e começaram a namorar apesar da barreira linguística. Ele pediu-a em casamento quatro meses depois de ela o visitar na Turquia. Ele continuou a manter os três filhos dela um segredo da sua família pois sabia que eles não aprovariam a sua escolha de os ter fora do casamento. Anna eventualmente disse-lhe que não podia casar com ele até ele ser honesto com eles. Quando lhes disse, eles queriam que ele voltasse para a Turquia. Ele foi mas voltou para casar com Anna dentro do limite dos 90 dias.                                                         | Eles tiveram um filho em abril de 2022 via barriga de aluguer da Ucrânia. | [ 43 ]               |
| Anna & Mursel     | Mursel Mistanoglu, 38 Antália, Turquia              | Anna e Mursel conheceram-se via redes sociais e começaram a namorar apesar da barreira linguística. Ele pediu-a em casamento quatro meses depois de ela o visitar na Turquia. Ele continuou a manter os três filhos dela um segredo da sua família pois sabia que eles não aprovariam a sua escolha de os ter fora do casamento. Anna eventualmente disse-lhe que não podia casar com ele até ele ser honesto com eles. Quando lhes disse, eles queriam que ele voltasse para a Turquia. Ele foi mas voltou para casar com Anna dentro do limite dos 90 dias.                                                         | Eles tiveram um filho em abril de 2022 via barriga de aluguer da Ucrânia. | [ 43 ]               |
| Michael & Juliana | Michael Jessen, 42 Greenwich, Connecticut           | Michael e Juliana conheceram-se numa festa num iate na Croácia e conectaram-se imediatamente. O visto de turista de Juliana para os Estados Unidos foi negado; isto fortaleceu os sentimentos de Michael de passar as suas vidas juntos e ele patrocinou o visto K-1 dela. A família de Michael estava preocupada que Juliana estivesse a usar Michael para começar uma nova vida nos EUA, especialmente porque ela tinha visto apenas a parte excitante e de jet-set. A ex-mulher de Michael e Juliana eventualmente tornam-se amigas e ela oficiou o casamento.                                                     | Michael e Juliana separam-se em 2021. Juliana teve um filho do seu novo namorado em 2022. |                      |
| Michael & Juliana | Juliana Custodio, 23 Goiânia, Brasil                | Michael e Juliana conheceram-se numa festa num iate na Croácia e conectaram-se imediatamente. O visto de turista de Juliana para os Estados Unidos foi negado; isto fortaleceu os sentimentos de Michael de passar as suas vidas juntos e ele patrocinou o visto K-1 dela. A família de Michael estava preocupada que Juliana estivesse a usar Michael para começar uma nova vida nos EUA, especialmente porque ela tinha visto apenas a parte excitante e de jet-set. A ex-mulher de Michael e Juliana eventualmente tornam-se amigas e ela oficiou o casamento.                                                     | Michael e Juliana separam-se em 2021. Juliana teve um filho do seu novo namorado em 2022. |                      |
| Tania & Syngin    | Tania Maduro, 29 Colchester, Connecticut            | Tania e Syngin conheceram-se quando ela voou para a África do Sul para conhecer um homem que conheceu numa app de namoro; quando o encontro não resultou, ela namoriscou com o bartender, Syngin. Tania ficou na África do Sul com ele durante quatro meses e meio antes do casal se mudar para os Estados Unidos. Enquanto viviam juntos na barraca da mãe de Tania, eles perceberam o quão diferentes eram e questionaram o seu futuro juntos. As tensões cresceram quando Tania foi numa viagem de negócios para a Costa Rica durante um mês dos três meses alocados para o visto K-1. Mais tarde casaram.         | Tania e Syngin divorciaram-se em 2021. Syngin partilhou que o seu não querer filhos foi o que solidificou a decisão. Mais tarde ambos apareceram em temporadas separadas de 90 Day Fiancé: The Single Life | [ 44 ] [ 45 ]        |
| Tania & Syngin    | Syngin Colchester, 29 Cidade do Cabo, África do Sul | Tania e Syngin conheceram-se quando ela voou para a África do Sul para conhecer um homem que conheceu numa app de namoro; quando o encontro não resultou, ela namoriscou com o bartender, Syngin. Tania ficou na África do Sul com ele durante quatro meses e meio antes do casal se mudar para os Estados Unidos. Enquanto viviam juntos na barraca da mãe de Tania, eles perceberam o quão diferentes eram e questionaram o seu futuro juntos. As tensões cresceram quando Tania foi numa viagem de negócios para a Costa Rica durante um mês dos três meses alocados para o visto K-1. Mais tarde casaram.         | Tania e Syngin divorciaram-se em 2021. Syngin partilhou que o seu não querer filhos foi o que solidificou a decisão. Mais tarde ambos apareceram em temporadas separadas de 90 Day Fiancé: The Single Life | [ 44 ] [ 45 ]        |
| Robert & Anny     | Robert Springs, 41 Winter Park, Flórida             | Robert e Amy conheceram-se online e falavam diariamente durante meses antes de Robert apanhar um cruzeiro que desembarcava na República Dominicana. Ele pediu-a em casamento depois de passar 8 horas com ela. Anny ficou surpreendida quando ela se mudou para os Estados Unidos e descobriu quão frugal Robert, já pai de cinco filhos, era. Anny e a avó de um dos filhos de Robert não se davam bem, com Anny a receber uma proposta de $15,000 para deixar Robert e voltar para casa. Eles casaram-se de qualquer modo.                                                                                          | O casal deu as boas-vindas à sua primeira criança, uma filha, em julho de 2020. O seu filho nasceu em setembro de 2021. Em abril de 2022, Anny partilhou via redes sociais que o seu filho de sete meses tinha falecido depois se ser submetido a cirurgia cardíaca.                                                                                    | [ 46 ] [ 45 ] [ 47 ] |
| Robert & Anny     | Anny Francisco, 3 Santiago, República Dominicana    | Robert e Amy conheceram-se online e falavam diariamente durante meses antes de Robert apanhar um cruzeiro que desembarcava na República Dominicana. Ele pediu-a em casamento depois de passar 8 horas com ela. Anny ficou surpreendida quando ela se mudou para os Estados Unidos e descobriu quão frugal Robert, já pai de cinco filhos, era. Anny e a avó de um dos filhos de Robert não se davam bem, com Anny a receber uma proposta de $15,000 para deixar Robert e voltar para casa. Eles casaram-se de qualquer modo.                                                                                          | O casal deu as boas-vindas à sua primeira criança, uma filha, em julho de 2020. O seu filho nasceu em setembro de 2021. Em abril de 2022, Anny partilhou via redes sociais que o seu filho de sete meses tinha falecido depois se ser submetido a cirurgia cardíaca.                                                                                    | [ 46 ] [ 45 ] [ 47 ] |
| Blake & Jasmin    | Blake Abelard, 29 Los Angeles, Califórnia           | Blake e Jasmin conheceram-se online e ele pediu-a em casamento durante da sua segunda viagem à Finlândia para a visitar. A família de Blake suspeitava de Jasmin pois a sua irmã vivia perto da família Abelard com um cartão verde e eles suspeitavam que ela podia estar a buscar uma relação para se reunir com a irmã. Os pais de Blake não deixaram o casal viver juntos até se casarem, então Jasmin vivia com eles enquanto Blake vivia com amigos. | O casal continua junto. | [ 48 ]               |
| Blake & Jasmin    | Jasmin Lahtinen, 27 Helsínquia, Finlândia           | Blake e Jasmin conheceram-se online e ele pediu-a em casamento durante da sua segunda viagem à Finlândia para a visitar. A família de Blake suspeitava de Jasmin pois a sua irmã vivia perto da família Abelard com um cartão verde e eles suspeitavam que ela podia estar a buscar uma relação para se reunir com a irmã. Os pais de Blake não deixaram o casal viver juntos até se casarem, então Jasmin vivia com eles enquanto Blake vivia com amigos. | O casal continua junto. | [ 48 ]               |
| Mike & Natalie    | Mike Youngquist, 34 Sequim, Washington              | Mike e Natalie conheceram-se quando lhes foi pedido por amigos mútuos para serem padrinhos. Depois de falarem online, Mike visitou Natlie na Ucrânia; mais tarde ele pediu-a em casamento à frente da Torre Eiffel. Quando o visto de Natalie foi adiado, o casal ficou em Kiev, onde eles descobriram que tinham opiniões opostas em vários temas importantes. Eles ainda estavam em terreno instável quando puderam mudar-se para a cidade natal de Mike, Sequim, onde começaram a fazer terapia de casal. | Mike e Natalie aparecem de novo na temporada 8. | [ 49 ] [ 50 ] [ 50 ] |
| Mike & Natalie    | Natalie Mordovtseva, 35 Kiev, Ucrânia               | Mike e Natalie conheceram-se quando lhes foi pedido por amigos mútuos para serem padrinhos. Depois de falarem online, Mike visitou Natlie na Ucrânia; mais tarde ele pediu-a em casamento à frente da Torre Eiffel. Quando o visto de Natalie foi adiado, o casal ficou em Kiev, onde eles descobriram que tinham opiniões opostas em vários temas importantes. Eles ainda estavam em terreno instável quando puderam mudar-se para a cidade natal de Mike, Sequim, onde começaram a fazer terapia de casal. | Mike e Natalie aparecem de novo na temporada 8. | [ 49 ] [ 50 ] [ 50 ] |
| Angela & Michael  | Angela Deem, 53 Hazlehurst, Geórgia                 | Angela e Michael originalmente apareceram nas temporadas 2 e 3 de 90 Day Fiancé: Before the 90 Days. Depois de acabarem no fim da temporada 2, eles reconciliaram-se durante a temporada 3. Eles continuaram a discutir apesar disto. Quando o visto de Michael foi negado, Angela voou para a Nigéria mas voltou aos Estados Unidos depois ter ser pressionada a casar-se enquanto na Nigéria. Angela decidiu re-candidatar um visto de cônjuge e casaram-se em janeiro de 2020 na Nigéria. | Angela e Michael apareceram na temporada 7 de 90 Day Fiancé: Happily Ever After? em agosto de 2022 | [ 51 ] [ 52 ]        |
| Angela & Michael  | Michael Ilesanmi, 31 Lagos, Nigéria                 | Angela e Michael originalmente apareceram nas temporadas 2 e 3 de 90 Day Fiancé: Before the 90 Days. Depois de acabarem no fim da temporada 2, eles reconciliaram-se durante a temporada 3. Eles continuaram a discutir apesar disto. Quando o visto de Michael foi negado, Angela voou para a Nigéria mas voltou aos Estados Unidos depois ter ser pressionada a casar-se enquanto na Nigéria. Angela decidiu re-candidatar um visto de cônjuge e casaram-se em janeiro de 2020 na Nigéria. | Angela e Michael apareceram na temporada 7 de 90 Day Fiancé: Happily Ever After? em agosto de 2022 | [ 51 ] [ 52 ]        |

### Temporada 8
| Casal            | Indivíduos                                   | História | Desfecho | Ref.          |
| ---------------- | -------------------------------------------- | --- | --- | ------------- |
| Andrew & Amira   | Andrew Kenton, 32 Roseville ,Califórnia      | Andrew e Amira conheceram-se num site de namoro e ele pediu-a em casamento durante uma das visitas de Amira aos Estados Unidos. Amira recebeu o seu visto K-1 no inicío de 2020 mas a pandemia de COVID-19 complicou a viagem entre França e os EUA. O casal planeou encontrar-se no México em março de 2020 para fazer a quarentena antes de voltar para o norte da Califórnia para se casar mas Amira foi detida no México por três dias e deportada. Eles decidiram mais tarde encontrar-se na Sérvia para fazer quarentena. Enquanto estavam lá, eles discutiram sobre ter filhos. Mais tarde ele mandou-se uma mensagem a dizer-lhe que tinha reservado dois bilhetes de avião para ela, um para França e outro para os Estados Unidos. Amira escolheu voltar para França. | | [ 53 ]        |
| Andrew & Amira   | Amira Lollyosa, 28 Saumur, França            | Andrew e Amira conheceram-se num site de namoro e ele pediu-a em casamento durante uma das visitas de Amira aos Estados Unidos. Amira recebeu o seu visto K-1 no inicío de 2020 mas a pandemia de COVID-19 complicou a viagem entre França e os EUA. O casal planeou encontrar-se no México em março de 2020 para fazer a quarentena antes de voltar para o norte da Califórnia para se casar mas Amira foi detida no México por três dias e deportada. Eles decidiram mais tarde encontrar-se na Sérvia para fazer quarentena. Enquanto estavam lá, eles discutiram sobre ter filhos. Mais tarde ele mandou-se uma mensagem a dizer-lhe que tinha reservado dois bilhetes de avião para ela, um para França e outro para os Estados Unidos. Amira escolheu voltar para França. | | [ 53 ]        |
| Brandon & Julia  | Brandon Gibsb, 27 Dinwiddie, Virgínia        | Brandon e Julia conheceram-se online e falaram por algum tempo antes de concordarem em se encontrar na Islândia, onde ele a pediu em casamento. Ela aceitou e eles mudaram-se para viver com os pais conservadores de Brandon na sua quinta em Virgínia. Eles casaram-se em abril de 2020 | O casal ainda está junto. | [ 54 ]        |
| Brandon & Julia  | Julia Trubkina, 26 Krasnodar, Rússia         | Brandon e Julia conheceram-se online e falaram por algum tempo antes de concordarem em se encontrar na Islândia, onde ele a pediu em casamento. Ela aceitou e eles mudaram-se para viver com os pais conservadores de Brandon na sua quinta em Virgínia. Eles casaram-se em abril de 2020 | O casal ainda está junto. | [ 54 ]        |
| Jovi & Yara      | Jovi Dufren, 29 Larose, Luisiana             | Jovi e Yara conheceram-se numa app de namoro de viagem; o que era suposto ser um caso de uma noite tornou-se numa relação onde eles se encontram e viajam juntos. Durante uma das suas viagens, Yara engravidou e Jovi pediu-a em casamento. Yara teve um aborto espontâneo, no entanto, Jovi manteve o processo de candidatura do visto ativo. Uma vez que Yara chegou a Nova Orleães, eles viveram juntos no Distrito de Negócios de Nova Orleães. A família de Jovi suspeitava de Yara e fazia comentários xenofóbicos sobre ela usar Jovi para ter cidadania. Yara voltou a engravidar nas primeiras semanas da sua estadia de 90 dias, e eles casara em Las Vegas em fevereiro de 2020.                                                                                    | A sua filha nasceu em setembro de 2020. | [ 55 ]        |
| Jovi & Yara      | Yara Zaya (Zalokhina), 25 Kiev, Ucrânia      | Jovi e Yara conheceram-se numa app de namoro de viagem; o que era suposto ser um caso de uma noite tornou-se numa relação onde eles se encontram e viajam juntos. Durante uma das suas viagens, Yara engravidou e Jovi pediu-a em casamento. Yara teve um aborto espontâneo, no entanto, Jovi manteve o processo de candidatura do visto ativo. Uma vez que Yara chegou a Nova Orleães, eles viveram juntos no Distrito de Negócios de Nova Orleães. A família de Jovi suspeitava de Yara e fazia comentários xenofóbicos sobre ela usar Jovi para ter cidadania. Yara voltou a engravidar nas primeiras semanas da sua estadia de 90 dias, e eles casara em Las Vegas em fevereiro de 2020.                                                                                    | A sua filha nasceu em setembro de 2020. | [ 55 ]        |
| Mike & Natalie   | Mike Youngquist, 35 Sequim, Washington       | A temporada 7 acabou com Mike e Natalie a acabarem. Na temporada 8, eles discutiram e não mostrava intenções de se casarem, mas concordaram num encontro quando a mãe de Mike veio de visita. Na manhã do se casamento em abril de 2020, três dias antes do seu visto expirar, Mike cancelou a cerimónia. Ela tentou ir a Seattle para voltar para a Ucrânia com o bilhete que Mike comprou, mas acabou por voltar para casa. Mais tarde casaram. | O casal separou-se. | [ 56 ]        |
| Mike & Natalie   | Natalie Mordovtseva, 35 Kiev, Ucrânia        | A temporada 7 acabou com Mike e Natalie a acabarem. Na temporada 8, eles discutiram e não mostrava intenções de se casarem, mas concordaram num encontro quando a mãe de Mike veio de visita. Na manhã do se casamento em abril de 2020, três dias antes do seu visto expirar, Mike cancelou a cerimónia. Ela tentou ir a Seattle para voltar para a Ucrânia com o bilhete que Mike comprou, mas acabou por voltar para casa. Mais tarde casaram. | O casal separou-se. | [ 56 ]        |
| Rebecca & Zied   | Rebecca Parrott, 49 Woodstock, Geórgia       | Rebecca e Zied conheceram-se no Facebook e apareceram inicialmente na temporada 3 de 90 Day Fiancé: Before the 90 Days quando Rebecca foi ate à Tunísia para conhecer Zied. Na temporada 8 de 90 Day Fiancé, Zied recebeu o seu visto e mudou-se para Georgia, onde não foi bem-vindo pelos amigos e família de Rebecca incluindo a sua filha adulta. Eles casaram em abril de 2020 apesar de Zied não se querer casar antes do Ramadão. | Eles apareceram nos 90 Day Diaries temporada 4. | [ 57 ] [ 58 ] |
| Rebecca & Zied   | Zied Hakimi, 27 Tunes, Tunísia               | Rebecca e Zied conheceram-se no Facebook e apareceram inicialmente na temporada 3 de 90 Day Fiancé: Before the 90 Days quando Rebecca foi ate à Tunísia para conhecer Zied. Na temporada 8 de 90 Day Fiancé, Zied recebeu o seu visto e mudou-se para Georgia, onde não foi bem-vindo pelos amigos e família de Rebecca incluindo a sua filha adulta. Eles casaram em abril de 2020 apesar de Zied não se querer casar antes do Ramadão. | Eles apareceram nos 90 Day Diaries temporada 4. | [ 57 ] [ 58 ] |
| Stephanie & Ryan | Stephanie Davison, 52 Grand Rapids, Michigan | Stephanie e Ryan conheceram-se enquanto ela passava férias em Belize e mantiveram o contacto. Ela visitou Ryan várias vezes depois. Durante uma das suas viagens a Belize, Stephanie descobriu que Ryan estava a falar com várias mulheres e ela teve sexo com o primo de Ryan para se vingar dele depois da discussão que sucedeu. Eles reconciliaram-se e concordaram em várias visitas adicionais antes de se candidatarem ao visto. O processo foi adiado pela pandemia de COVID-19 e nenhum pôde visitar o outro. Eles eventualmente acabaram e ela seguiu um romance com o primo de Ryan. | Em 2021, Stephanie revelou que ela e Ryan tinha acabado bem antes do final das filmagens e que a história com o primo dele foi fabricada para continuar a história dela. Ela também admitiu que foi ao programa para trazer mais negócio para o seu spa médico. | [ 59 ]        |
| Stephanie & Ryan | Ryan Carr, 27 Ladyville, Belize              | Stephanie e Ryan conheceram-se enquanto ela passava férias em Belize e mantiveram o contacto. Ela visitou Ryan várias vezes depois. Durante uma das suas viagens a Belize, Stephanie descobriu que Ryan estava a falar com várias mulheres e ela teve sexo com o primo de Ryan para se vingar dele depois da discussão que sucedeu. Eles reconciliaram-se e concordaram em várias visitas adicionais antes de se candidatarem ao visto. O processo foi adiado pela pandemia de COVID-19 e nenhum pôde visitar o outro. Eles eventualmente acabaram e ela seguiu um romance com o primo de Ryan. | Em 2021, Stephanie revelou que ela e Ryan tinha acabado bem antes do final das filmagens e que a história com o primo dele foi fabricada para continuar a história dela. Ela também admitiu que foi ao programa para trazer mais negócio para o seu spa médico. | [ 59 ]        |
| Tarik & Hazel    | Tarik Myers, 46 Virginia Beach, Virgínia     | Tarik e Hazel conheceram-se num site de namoro internacional. Depois de três meses numa relação à distância, Tarik voou até ás Filipinas para conhecer Hazel. Isto, junto com o pedido de namoro subsequente, foi documentado na temporada 2 de 90 Day Fiancé: Before the 90 Days. Hazel mudou-se para os Estados Unidos para viver com Tarik e a sua filha e planeou mais tarde trazer o seu filho para os EUA. Eles casaram-se em junho de 2020. | Tarik e Hazel separaram-se em 2021 mas reconciliaram-se em 2022. Eles ainda trabalham em trazer o filho dela para os EUA. | [ 60 ]        |
| Tarik & Hazel    | Hazel Cagalitan, 28 Quezon, Filipinas        | Tarik e Hazel conheceram-se num site de namoro internacional. Depois de três meses numa relação à distância, Tarik voou até ás Filipinas para conhecer Hazel. Isto, junto com o pedido de namoro subsequente, foi documentado na temporada 2 de 90 Day Fiancé: Before the 90 Days. Hazel mudou-se para os Estados Unidos para viver com Tarik e a sua filha e planeou mais tarde trazer o seu filho para os EUA. Eles casaram-se em junho de 2020. | Tarik e Hazel separaram-se em 2021 mas reconciliaram-se em 2022. Eles ainda trabalham em trazer o filho dela para os EUA. | [ 60 ]        |

## Episódios
Artigo Principal: Lista de episódios de 90 Day Fiancé
| Temporada | Episódios | Data de estreia        | Última estreia          |
| --------- | --------- | ---------------------- | ----------------------- |
| 1         | 6         | 12 de janeiro de 2014  | 23 de fevereiro de 2014 |
| 2         | 12        | 19 de outubro de 2014  | 28 de dezembro de 2014  |
| 3         | 12        | 11 de outubro de 2015  | 6 de dezembro de 2015   |
| 4         | 14        | 11 de setembro de 2016 | 20 de novembro de 2016  |
| 5         | 13        | 8 de outubro de 2017   | 18 de dezembro de 2017  |
| 6         | 13        | 21 de outubro de 2018  | 13 de janeiro de 2019   |
| 7         | 15        | 3 de novembro de 2019  | 17 de fevereiro de 2020 |
| 8         | 19        | 6 de dezembro de 2020  | 21 de fevereiro de 2021 |
| 9         | 19        | 17 de abril de 2022    | 21 de agosto de 2022    |

## Spin-offs

### 90 Day Fiancé: Happily Ever After?
90 Day Fiancé: Happily Ever After?  (Felizes para Sempre?) é uma série documental no TLC e um spin-off de 90 Day Fiancé. A série foi anunciado em agosto de 2016 e segue seis casais de temporadas anteriores de 90 Day Fiancé, documentando as suas relações após o casamento. A série estreou a 11 de setembro de 2016, seguindo a estreia da temporada 4 da 90 Day Fiancé. A primeira temporada acabou em novembro de 2016 com um especial de duas partes de "Tell All" e um anúncio que tinham sido renovados para uma temporada 2, que estreou a 25 de junho de 2017. A terceira temporada estreou a 20 de maio de 2018; temporada 4 estreou a 28 de abril de 2019; temporada 5 estreou a 14 de junho de 2020; temporada 6 estreou a 25 de abril de 2021. Temporada 7 estreou a 28 de agosto de 2022, e incluiu uma mudança ao Tell All, onde os espetadores puderam ver os casais dentro e fora do palco.
| Temporadas | Casais |
| ---------- | --- |
| 1          | - Russ & Paola (Temporada 1) - Brett & Daya (Temporada 2) - Danielle & Mohamed (Temporada 2) - Melanie & Devar (Temporada 3) - Kyle & Noon (Temporada 3) - Loren & Alexei (Temporada 3)               |
| 2          | - Russ & Paola - Danielle & Mohamed - Loren & Alexei - Jorge & Anfisa (Temporada 4) - Chantel & Pedro (Temporada 4)                                                                                   |
| 3          | - Russ & Paola - Jorge & Anfisa - Chantel & Pedro - Molly & Luis (Temporada 5) - David & Annie (Temporada 5) - Nicole & Azan (Temporada 5)                                                            |
| 4          | - Russ & Paola - Chantel & Pedro - Nicole & Azan - Elizabeth & Andrei (Temporada 5) - Ashley & Jay (Temporada 6) - Colt & Larissa (Temporada 6)                                                       |
| 5          | - Elizabeth & Andrei - Colt & Larissa - Kalani & Asuelu (Temporada 6) - Paul & Karine (Before the 90 Days) - Tanie & Syngin (Temporada 7) - Angela & Michael (Temporada 7)                            |
| 6          | - Elizabeth & Andrei - Kalani & Asuelu (Temporada 6) - Angela & Michael - Tiffany & Ronald (The Other Way) - Brandon & Julia (Temporada 8) - Mike & Natalie (Temporada 8) - Jovi & Yara (Temporada 8) |
| 7          | - Elizabeth & Andrei - Angela & Michael - Jovi & Yara - Ed & Liz (The Single Life) - Kim & Usman (Before the 90 Days Temporada 5) - Sumit & Jenny (The Other Way) - Bilal & Shaeeda (Temporada 9)     |

### 90 Day Fiancé: Before the 90 Days
Em novembro de 2016, a TLC anunciou um segundo spin-off intitulado "90 Day Fiancé: Before the 90 Days" (Antes dos 90 Dias), que estreou a 6 de agosto de 2017. Segue as histórias dos casais cujas relações começaram online, a conhecerem-se em pessoa pela primeira vez. A segunda temporada estreou a 5 de agosto de 2018; temporada 3 a 4 de agosto de 2019; temporada 4 a 23 de fevereiro de 2020; e temporada 5 a 12 de dezembro de 2021. O casting para a temporada 6 já tinha começado no final da temporada 5 mesmo sem a renovação do programa.
| Temporadas | Casais |
| ---------- | --- |
| 1          | - Patrick & Myriam (Nevada+França) - Cortney & Antonio (Flórida+Espanha) - Sean & Abby (Ohio+Haiti) - Larry & Jenny (Flórida+Filipinas) - Darcey & Jesse (Connecticut+Países Baixos) - Paul & Karine (Kentucky+Brasil)                                                                             |
| 2          | - Darcey & Jesse - Paul & Karine - Tarik & Hazel (Virgínia+Filipinas) - Marta & Daya (Wisconsin+Argélia) - Rachel & Jon (Novo México+Inglaterra) - Ricky & Ximena (Ohio+Colômbia) - Angela & Michael (Geórgia+Nigéria)                                                                             |
| 3          | - Angela & Michael - Benjamin & Akinyi (Arizona+Quénia) - Avery & Omar (Ohio+Síria) - Rebecca & Zied (Geórgia+Tunísia) - Timothy & Jeniffer (Carolina do Norte+Colômbia) - Caesar & Maria (Carolina do Norte+Ucrânia) - Darcey & Tom (Connecticut+Reino Unido)                                     |
| 4          | - Darcey & Tom - Ed & Rosemarie (Califórnia+Filipinas) - Stephanie & Erika (Nova Iorque+Austrália) - Avery & Ash (Washington+Austrália) - Yolanda & Williams (Nevada+Inglaterra) - Lisa & Usman (Pensilvânia+Nigéria) - David & Lana (Nevada+Ucrânia) - Geoffrey & Varya (Tennessee+Rússia)        |
| 5          | - Kim & Usman (Califórnia+Nigéria) - Memphis & Hamza (Michigan+Tunísia) - Caleb & Alina (Arizona+Rússia) - Mike & Ximena (Nova Iorque+Colômbia) - Ella & Johnny (Idaho+China) - Ben & Mahogany (Michigan+Panamá) - Gino & Jasmine (Michigan+Panamá)                                                |
| 6          | - Gino & Jasmine - Amanda & Razvan (Luisiana+Romênia) - David & Sheila (Nebraska+Filipinas) - Riley & Violet (Pensilvânia+Vietname) - Tyray & Carmella (Califórnia+Barbados) - Meisha & Nicola (Minnesota+Israel) - Christian & Cleo (Minnesota+Inglaterra) - Statler & Dempsey (Texas+Inglaterra) |

### 90Day Fiancé: What Now?
Em março de 2017, a TLC anunciou uma série de spin-off, 90 Day Fiancé: What Now? (E Agora?), disponível apenas no TLCgo. Atualizações sobre os ex-participantes de 90 Day foram inicialmente lançadas online a 30 de julho de 2017, e então combinadas em episódios e transmitido num especial de duas partes a 17 e 24 de setembro. A edição de 2018 também foi inicialmente publicada online e desta vez foi um especial de três partes a 15, 22, e 29 de julho. Ao contrário das passadas duas temporadas, a temporada 3 teve cinco episódios completos. A quarta temporada teve sete episódios, que foram lançados entre abril e junho de 2020. O programa não foi cancelado nem renovado.
| Temporadas | Casais |
| ---------- | --- |
| 1          | - Kyle e Noon (Temporada 3) - Narkyia & Olulowo (Temporada 4) - Matt & Alla (Temporada 4) - Josh & Aleksandra (Temporada 3) - Melanie & Devar (Temporada 3) - Alan & Kirlyam (Temporada 1) |
| 2          | - Melanie & Devar - Alan & Kirlyam - Danielle & Mohamed (Temporada 2) - Elizabeth & Andrei (Temporada 5) - Josh & Aika (Temporada 5) - Patrick & Myriam (Before the 90 Days Temporada 1) - Cortney & Antonio (Before the 90 Days Temporada 1) - Beth & Danielle |
| 3          | - Alan & Kirlyam - Beth & Danielle - Jonathan & Fernanda (Temporada 6) - Kalani & Asuelu (Temporada 6) - Deam & Tarik (Pillow Talk Temporada 1) - Molly & Cynthia - Tarik & Hazel (Temporada 8) - Larry & Jenny (Before the 90 Days Temporada 1) - David & Annie (Temporada 5) - Loren & Alexei (Temporada 3) - Rachel & John (Before the 90 Days Temporada 2)           |
| 4          | - David & Annie - Loren & Alexei - Rachel & John - Avery & Omar (Before the 90 Days Temporada 3) - Jesse (Before the 90 Days Temporada 2) - Tiffany & Ronald (The Other Way) - Steven & Olga (Temporada 6) - Laura & Aladin (The Other Way Temporada 1) - Corey & Evelin (The Other Way) - Robert & Anny (Temporada 7) - Rebecca & Zied (Before the 90 Days Temporada 3) |

### 90 Day Fiancé: The Other Way
90 Day Fiancé: The Other Way (Lado Oposto) foi anunciado em maio de 2019 e transmitido a 3 de junho. O spin-off é dedicado a casais em que o parceiro americano casa com o seu parceiro no estrangeiro e mudam-se para o seu país.
| Temporadas | Casais |
| ---------- | --- |
| 1          | - Sumit & Jenny (Índia+Califórnia) - Aladin & Laura (Catar+Flórida) - Ronald & Tiffany (África do Sul+Maryland) - Evelin & Corey (Equador+Washington) - Karine & Paul (Brasil+Kentucky) - Jihoon & Deavan (Coreia do Sul+Utah)                  |
| 2          | - Sumit & Jenny - Jihoon & Deavan - Yazan & Brittany (Jordânia+Flórida) - Melyza & Tim (Colômbia+Texas) - Armando & Kenneth (México+Flórida) - Biniyam & Ariela (Etiópia+Nova Jérsia)                                                           |
| 3          | - Sumit & Jenny - Evelin & Corey - Armando & Kenneth - Biniyam & Ariela - Alina & Steven (Rússia+Utah) - Victor & Ellie (Colômbia+Washington)                                                                                                   |
| 4          | - Debbie & Oussama (Morocco+Geórgia) - Gabe & Isabel (Colômbia+Flórida) - Kris & Jeymi (Colômbia+Alabama) - Nicole & Mahmoud (Egito+Califórnia) - Jen & Rishi (Índia+Oklahoma) - Daniele & Yohan (República Dominicana+Nova Iorque)             |
| 5          | - Armando & Kenneth - Daniele & Yohan - Brandan & Mary (Filipinas+Óregon) - Holly & Wayne (África do Sul+Utah) - Kimberly & Tejaswi "TJ" (Índia+Alabama) - Julio & Kirsten (Países Baixos+Nova Iorque) - Shekinah & Sarper (Turquia+Califórnia) |

### Outrosspin-offs
Além dos spin-offs acima, 90 Day Fiancé tem:
- Pillow Talk - anunciado em abril de 2019, 90 Day Fiancé: Pillow Talk é um programa de reação dos ex-participantes.[71][72]
- The Family Chantel - este spin-off segue Chantel e Pedro da temporada 4 enquanto eles navegam no casamento.[73][74][67][75]
- Ask Mama Chantel - estreou a 22 de outubro de 2020, no Facebook Watch[76]
- Just Landed - esta série exclusivamente online destaca as primeiras 24 horas depois do casal chegar aos Estados Unidos.[77]
- Self-Quarantined - começou em resposta à pandemia de COVID-19, Self-Quarantined foi uma série limitada de 5 episódios que seguia o formato de 90 Day Fiancé mas com casais a filmarem-se em vez de serem filmados por uma equipa.[78][79]
- B90 Strikes Back! - este spin-off estreou a 22 de junho de 2020, e concentra-se nos ex-participantes de Before the 90 Days a responder ás críticas e perguntas dos espectadores.[80]
- Darcey & Stacey - as irmãs gêmeas Stacey e Darcey Silva navegam nas suas respetivas relações. A temporada 3 estreou no início de 2022.[81]
- Darcey & Stacey Strike Back[82]
- HEA Strickes Back! - os ex-participantes do Happily Ever After e as suas famílias veem episódios, olham para as redes sociais, e debatem.[74]
- 90 Day Bares All - um programa tipo talk-show com entrevistas não censuradas com ex-participantes de 90 Day e filmagens bónus das suas temporadas. Estreou a 4 de janeiro de 2021, no Discovery+[83][84]
- 90 Day Diaries - os ex-concorrentes de 90 Day filmam o seu dia-a-dia sem a equipa de filmagens.[85]
- 90 Day Diaries: Ukraine - um especial que estreou a 18 de abril de 2022, com os membros do elenco afetados pela Invasão da Ucrânia pela Rússia.[86]
- The Other Way Strikes Back! - como B90 Strikes Back! e HEA Strikes Back!, este spin-off mostra o elenco de The Other Way a responder a perguntas e críticas.
- 90 Day Journey - este spin-off concentra-se num casal favorito dos fãs e documenta a sua história do princípio.[87]
- 90 Day: The Single Life - antigos membros do elenco cujas relações acabaram durante ou depois do programa começar, voltam a namorar.[88]
- 90 Day: The Single Life: Pillow Talk - a série de companhia à The Single Life que segue a mesma premissa que Pillow Talk.[89]
- 90 Day Fiancé: Love in Paradise - casais que encontraram o amor nas Caraíbas e têm esperança que as suas relações continuem, apesar das milhas e dramas entre eles.[90]
- 90 Day: Foody Call[91]
- Spice It Up with David and Annie - estreou a 8 de outubro de 2020, no Facebook Watch.[92]
- 90 Day Fiancé: Love Games - um concurso que estreou no Dia de São Valentim, 14 de fevereiro de 2021 no discovery+.[93]
- David & Annie: After the 90 Days[94]
- Loren & Alexei: After the 90 Days[95]
- 90 Day Fiancé: The Podcast - o podcast oficial de 90 Day Fiancé foi lançado a 1 de dezembro de 2020, na Apple Podcasts, Spotify, Stitcher e Google Podcasts.[96][97]
- Where Are They Now? - especiais de acompanhamento de casais passados.[98]
- 90 Day Lovers' Collection - um programa de compilação que estreou no Dia de São Valentim, 14 de fevereiro de 2021 no discovery+ de momentos memoráveis que acontecer pelo universo 90 Day Fiancé.[99] A coleção foi mais tarde disponibilizada no Facebook Watch oficial da TLC Sudeste da Ásia e no Starzplay.[100][101]
- 90 Day Fiancé: Watch Party[102][103]
- 90 Day Fiancé: Extra Love[104][105]
- 90 Day Fiancé: Extended[106][107]
- 90 Day Fiancé: More to Love[108][109]
- 90 Day Fiancé: Before the 90 Days - More to Love[110]
- 90 Day Fiancé: Happily Ever After? More to Love[111][112]
- 90 Day Fiancé: The Other Way - More to Love[113]
- 90 Day Fiancé: Clip Shows[114][115]
- 90 Day: The Last Resort - estreou a 14 de agosto de 2023[116]
- 90 Day: The Last Resort Sessions - o podcast companhia oficial de 90 Day: The Last Resort e apresentado por Sukanya Krishnan, antiga apresentadores do 90 Day Fiancé: Love Games.[116]
- 90 Day Fiancé UK

## Versões internacionais
- 90 Day Fiancé: UK[117]
- Ensitreffit ulkomailla - versão finlandesa que estreou a 23 de novembro de 2021, no discovery+ Finlândia e na TV5.[118][119]
- Älskar, älskar inte[120] (Ama-me, Não me Ames) - versão sueca que estreou a 19 de janeiro de 2021, no discovery+ Suécia e produzido pela Dare Television.[121][122]
- Pyjama Party: 90 Day Fiancé - VIPs holandeses reagem à oitava temporada de 90 Day Fiancé.[123]
- Grænseløst forelsket - versão dinamarquesa que estreou a 7 de agosto de 2022, no discovery+ Dinamarca.[124]
- Grenseløst forelsket - versão norueguesa que estreou a 23 de março de 2022, no discovery+ Noruega e TVNorge[125]